# Фонд за правду о Ближнем Востоке
Фонд за правду о Ближнем Востоке (англ. Endowment for Middle East Truth, сокр. EMET, эта аббревиатура означает на иврите «правда») — произраильский аналитический центр в Вашингтоне (США), сосредоточенный на освещении ближневосточного конфликта.

## История
Организация проводит семинары по темам, связанным с Ближним Востоком и арабо-израильским конфликтом. В 2008 году эти семинары спонсировались Фондом семьи Адельсонов.
В 2008 году, совместно с Фондом «Кларион» и образовательной организацией «Эш ха-Тора», EMET участвовал в распространении более 20 миллионов DVD-дисков с фильмом «Одержимость: война радикального ислама против Запада», но вскоре вышел из этого проекта.
EMET провёл короткую кампанию по предотвращению депортации из США Мусаба Хасана Юсефа, сына одного из лидеров ХАМАС, порвавшего с группировкой и перешедшего к сотрудничеству с Израилем. Мусаб публично поблагодарил организацию после слушаний по иммиграционным делам, сказав: «Я особенно благодарен Саре Штерн, президенту Фонда за правду о Ближнем Востоке. Сегодняшних благословений не прозвучало бы без неё и этой удивительной организации».
По данным The Jerusalem Post, Фонд инициировал двухпартийное письмо Конгресса Генеральному прокурору Эрику Холдеру об Офисе юстиции по делам жертв зарубежного терроризма, принадлежащем к Министерству юстиции США. Письмо обвинило Офис в неспособности обслуживать американских граждан в Израиле, ставших жертвами палестинского терроризма. Составителями письма выступили конгрессмен-демократ Говард Берман и конгрессмен-республиканец Джо Уолш при поддержке ещё 52 конгрессменов, присоедившихся к требованию, чтобы генеральный прокурор предъявил обвинения палестинским террористам, освобождённым Израилем в ходе сделки Гилада Шалита.

## Руководство
В число бывших и нынешних членов Консультативного совета входят Сара Штерн, Джин Киркпатрик, Йорам Эттингер, Ленни Бен-Дэвид, Дэниел Пайпс, Мейрав Вурмсер, Дэвид Вурмсер, Фрэнк Гаффни, Джеймс Вулси, Кэролайн Глик и Ларри Гринфильд.